# 晋北学院
晋北学院是抗日战争期间位于山西大同的一所学校。

## 历史沿革
1937年10月15日，侵华日军在大同成立伪“晋北自治政府”，为了培养政府官员，设立晋北学院。该校是侵华日军在山西设立的第一所高等院校。校址位于大同城西。设有教育、财政、警察三科。训练科目有日文、防共与东亚新秩序等。总共训练日本人264人，中国东北人152人，中国人2909人。1939年4月，与张家口的察南学院、呼和浩特的蒙古学院合并为“蒙疆学院”。